# ادگار بوکینگهام
ادگار بوکینگهام (انگلیسی: Edgar Buckingham؛ زاده ۸ ژوئیهٔ ۱۸۶۷ درگذشته ۲۹ آوریل ۱۹۴۰) یک فیزیک‌دان اهل ایالات متحده آمریکا بود.